# Volvox carteri
Espèce
Volvox carteri est une espèce d'algues vertes de la famille des Volvocaceae.

## Liste des sous-taxons
Selon NCBI (1er avril 2018) :
- Volvox carteri f. kawasakiensis
- Volvox carteri f. nagariensis
- Volvox carteri f. weismannia